# Белий Дол
Бе́лий Дол (болг. Бели дол) — село в Хасковській області Болгарії. Входить до складу общини Івайловград.

## Населення
За даними перепису населення 2011 року у селі проживали 0 осіб.
Динаміка населення: